# Szövetséges Erők Európai Főparancsnoksága
A Szövetséges Erők Európai Főparancsnokságán (Supreme Headquarters Allied Powers Europe (SHAPE)) a NATO Műveleti Stratégiai Parancsnokságának központja.1967 óta a belgiumi Mons városában található, előtte 1953 és 1967 között a Versailles melletti Rocquencourt-ban, Franciaországban volt a központ. A SHAPE rövidítésben szerepel az európai szó is jogi okok miatt, de földrajzilag nem csak Európát foglalja magába, hanem a NATO többi, az európai kontinensen kívüli tagállamait is.

## Felépítése napjainkban

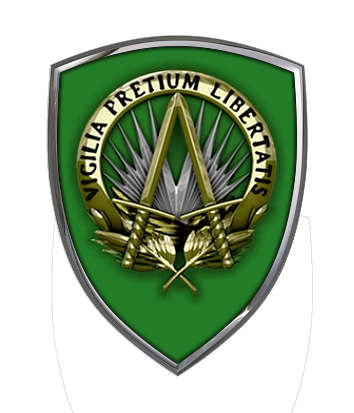
A SHAPE jelképe. Mottójának jelentése: „A szabadság ára az éberség.”

2003-tól alakult ki a ma is létező katonai vezetési struktúra, melynek csúcsán továbbra is két stratégiai parancsnokság, a Szövetséges Átalakítási Parancsnokság illetve az új nevet kapott Szövetséges Műveleti Parancsnokság áll. A legnagyobb újítás az 1999-es rendszerhez képest az, hogy az addigi földrajzi alapú felosztásról áttértek a funkcionális felosztásra a szükségtelen duplikációk elkerülése érdekében. Ezentúl az ACO felel minden NATO-művelet tervezéséért és végrehajtásáért, a tengerentúli Szövetséges Átalakítási Parancsnokság pedig a Szövetségnek a változó biztonsági környezet miatt szükségessé váló adaptációjával, modernizációjával kapcsolatos tervek kidolgozásával és e feladatok végrehajtásával foglalkozik. A másik jelentős újítás a NATO Reagáló Erő (NATO Response Force) létrehozása volt, melynek célja a gyors katonai válaszadás lehetőségének megteremtése volt, vagyis szükség esetén a válságreagáló műveletek minél hamarabbi megindításának és végrehajtásának képessége.
A Műveleti Parancsnokság központja továbbra is Belgiumban, Mons városában található, ahol a Szövetséges Erők Európai Főparancsnokságán (Supreme Headquarters Allied Powers Europe – SHAPE) települ, mely tanácsokat ad a NATO-központnak, és irányítja a három hadműveleti parancsnokságot a második vezetési szinten.
A Szövetséges Műveleti Parancsnokság alárendeltségében három hadműveleti szintű parancsnokság működik: két Szövetséges Összhaderőnemi Hadműveleti Parancsnokság (Joint Force Command – JFC) a hollandiai Brunssumban és az olaszországi Nápolyban, valamint az Egyesített Parancsnokság (Joint Headquarters – JHQ) a portugáliai Lisszabonban.
A hadműveleti szintű parancsnokságok irányításáért a mindenkori Szövetséges Fegyveres Erők Európai Főparancsnoka (Supreme Allied Commander Europe – SACEUR) a felelős. A Parancsnokság jelenlegi vezetője Tod D. Wolters, az Egyesült Államok légierejének tábornoka. Helyettese Sir James Everard tábornok, az Egyesült Királyság hadseregének főtisztje. A főparancsnok mindig az Egyesült Államok haderejének tagja – az első Dwight D. Eisenhower későbbi elnök volt 1951-től, egy éven keresztül. A főparancsnokok közül a mai napig a legtöbben, 12-en a szárazföldi erők kötelékébe tartoztak, a légierő két fővel képviseltette magát, a haditengerészet és a tengerészgyalogság egy-egy fővel. A helyettes eddig vagy brit, vagy német tiszt volt, és erre a pozícióra is a szárazföldi erők képviselőit nevezték ki leggyakrabban.

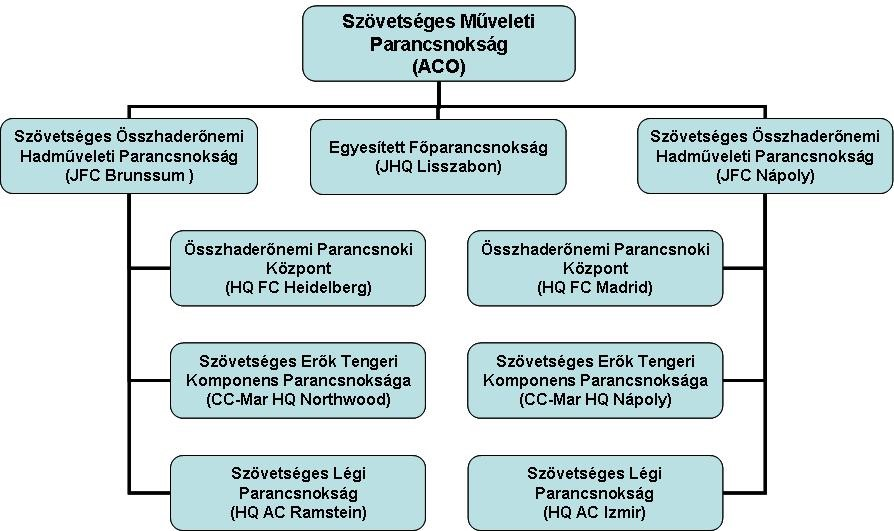
Az ACO struktúrája

A Katonai Bizottság elnökéhez hasonlóan a SACEUR is fontos közéleti szerepet tölt be, ő a SHAPE legfőbb katonai szóvivője. Saját tevékenységén, valamint tájékoztató törzsének munkáján keresztül rendszeres kapcsolatot tart fenn a sajtóval és a médiával, hivatalos látogatást tesz a NATO-országokban, valamint azokban az országokban, amelyekkel a NATO párbeszédet, együttműködést és partnerséget alakít ki. Felügyeli továbbá saját hatáskörében a katonai kapcsolatok fejlesztését a Szövetség NACC-és PfP-partnereivel, továbbá a békepartnerségi program katonai vonatkozásainak megvalósítását.
A brunssumi és a nápolyi parancsnokságoknak képesnek kell lenniük, hogy egy nagyobb és két kisebb összhaderőnemi műveletet hajtsanak végre egy időben, a lisszaboninak pedig két kisebb művelet lebonyolítására kell elegendő erőforrással rendelkeznie. A két Összhaderőnemi Hadműveleti Parancsnokság három-három haderőnemi parancsnoksági komponenssel rendelkezik: a heidelbergi, ramsteini, és northwoodi tartozik Brunssum, a madridi, izmiri és nápolyi Nápoly alá.